# Сол Перлматтер
Сол Перлматтер (англ. Saul Perlmutter; нар. 22 вересня 1959) — американський астрофізик, лауреат Нобелівської премії з фізики за 2011 рік за відкриття прискореного розшиння Всесвіту за допомогою спостережень над далекими надновими.

## Біографія
Сол Перлматтер народився одним з трьох дітей в родині науковців — інженера-хіміка і молекулярного біолога, згодом професора Пенсильванського університету Даніела Перлматтер (англ. Daniel D. Perlmutter) і соціального працівника, професора Університету Темпл Феліс (Фейга) Дейвідсон Перлматтер (англ. Felice (Feige) Davidson Perlmutter). Його дідусь по материнській лінії, їдишист Семюел Дейвідсон (1903—1989), іммігрував до Канади (а згодом зі своєю дружиною Хайко Ньюман в Нью-Йорк) з бессарабського містечка Флорешти в 1919 році.
У 1981 році він з відзнакою закінчив Гарвардський університет. У 1986 році в Каліфорнійському університеті в Берклі Перлматтер отримав ступінь PhD. Його дисертація, що виконувалася під керівництвом Річарда Мюллера, була присвячена проблемі виявлення об'єктів-кандидатів на роль Немезиди. У наш час[коли?] Перлмуттер очолює проєкт Supernova Cosmology Project в Національній лабораторії ім. Лоуренса в Берклі. Його група спільно з групою Браяна Шмідта довела наявність прискореного розширення Всесвіту. Це відкриття було названо журналом Science «проривом року». Перлматтер також є керівником проєкту SNAP.
Перлматтер є членом Національної академії наук США, а також Американської академії мистецтв і наук. Також з 2003 року він є членом Американської асоціації сприяння розвитку науки.

## Нагороди та визнання
- 2000: член Американського фізичного товариства
- 2002: Премія Ернеста Орландо Лоуренса
- 2002: член Національної академії наук США
- 2003: Вчений року Каліфорнії
- 2005: Медаль Джона Скотта
- 2005: Премія Падуї
- 2006: Премія Шао з астрономії
- 2006: Премія Антоніо Фельтрінеллі
- 2007: член Американської академії мистецтв і наук
- 2007: Премія Грубера з космології
- 2011: Медаль Альберта Ейнштейна спільно з Адамом Ріссом
- 2011: Нобелівська премія з фізики спільно з Браяном Шмідтом і Адамом Ріссом
- 2014: член Американського філософського товариства
- 2015: Премія за важливе відкриття у фундаментальній фізиці